# Ova socken
Ova socken i Västergötland ingick i Kinnefjärdings härad och området ingår sedan 1971 i Götene kommun och motsvarar från 2016 Ova distrikt.
Socknens areal är 12,88 kvadratkilometer varav 12,84 land. År 2000 fanns här 151 invånare. En del av tätorten Lundsbrunn, orten Mariedal med Mariedals slott samt sockenkyrkan Ova kyrka ligger i socknen.

## Administrativ historik
Socknen har medeltida ursprung.
Vid kommunreformen 1862 övergick socknens ansvar för de kyrkliga frågorna till Ova församling och för de borgerliga frågorna bildades Ova landskommun. Landskommunen uppgick 1952 i Husaby landskommun som 1967 uppgick i Götene köping som 1971 ombildades till Götene kommun. Församlingen uppgick 2010 i Husaby församling.
1 januari 2016 inrättades distriktet Ova, med samma omfattning som församlingen hade 1999/2000.  
Socknen har tillhört län, fögderier, tingslag och domsagor enligt vad som beskrivs i artikeln Kinnefjärdings härad.

## Geografi
Ova socken ligger norr om Skara kring Mariedalsån. Socknen är en odlad slättbygd i norr och skogsbygd i söder.

## Fornlämningar
En domarring från järnåldern finns.

## Namnet
Namnet skrevs 1361 Oowa och kommer från kyrkbyn. Namnet kan innehålla ett fors eller ånamn, Ovi, 'den övre'. Byn ligger vid Mariedalsån.